# En un muelle de Normandía

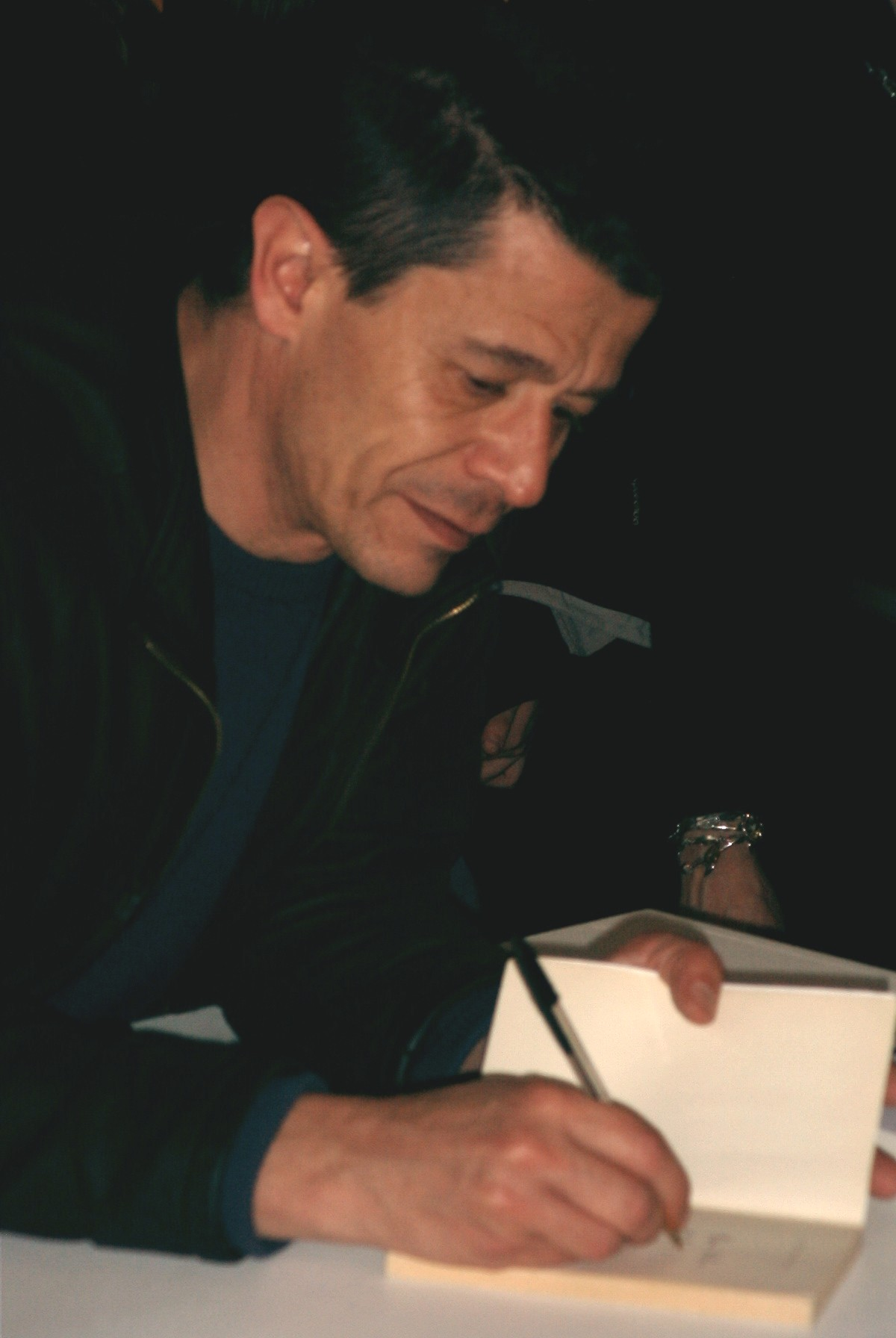
Emmanuel Carrère, director de En un muelle de Normandía

En un muelle de Normandía, título original Ouistreham, es una película francesa dirigida por Emmanuel Carrère y estrenada en 2021. Es una adaptación del cuento Le Quai de Ouistreham de Florence Aubenas publicado en 2010.
Se presentó en el Festival de Cine de Cannes 2021. El lanzamiento a las pantallas de cine se planeó para 2021, pero se pospuso a enero de 2022.
En España se estrenó en cines el 28 de enero de 2022.

## Sinopsis
A principios de los años 2000, la escritora Marianne Winckler vivió ocultando su identidad durante seis meses en el mundo del trabajo temporal y precario al solicitar un puesto como operaria de la limpieza a bordo de los transbordadores que hacían la conexión entre Ouistreham y Portsmouth.

## Reparto
- Juliette Binoche: Marianne Winckler[4]
- Hélène Lambert: Christèle
- Léa Carne: Marilou
- Émily Madeleine: Justine
- Patricia Prieur: Michèle
- Évelyne Porée: Nadège
- Didier Pupin: Cédric
- Louis-Do de Lencquesaing: Louis-Do, un amigo de Marianne.
- Charline Bourgeois-Tacquet: Charline, el amigo de Louis-Do.
- Aude Ruyter: la asesora de empleo.

## Proyecto y financiación
Después de muchos años de negociaciones entre varias productoras y Florence Aubenas, esta última finalmente aceptó en 2015 que Emmanuel Carrère -escritor de reality y director- adaptara su libro al cine. Este último no había hecho una película ni un documental desde La Moustache en 2005.
Para preservar el aspecto documental de la historia de Florence Aubenas, Emmanuel Carrère decide que además del papel principal interpretado por Juliette Binoche -quien anunció su participación en la película en septiembre de 2018 , un proyecto que ella declara “tener en mente durante tres años"–, todos los demás papeles fueron interpretados por actores no profesionales. Las localizaciones de los lugares de rodaje son realizadas por el director y su equipo, con la contribución de la agencia de promoción de la región de Normandy Images, en la primavera de 2018. Las audiciones para los actores se organizaron en junio de 2018 bajo la dirección de Elsa Pharaon.
A lo largo de su producción, la película se tituló Le Quai de Ouistreham. Fue financiada principalmente por las productoras Curiosa Films y Cinéfrance Studios, además recibió apoyo del anticipo de los ingresos de la CNC y de las subvenciones de la región de Normandía.

## Rodaje y postproducción
El rodaje, que duró siete semanas, comienza el 4 de marzo de 2019 en Normandía donde se filmaron el 90 % de las escenas, en particular, en Hérouville-Saint-Clair (salle de la Fonderie), Giberville, Ouistreham, Caen (principalmente en el distrito de La Guérinière y en el centro de la ciudad durante cinco semanas), en Bayeux y en Cherburgo-Octeville. Las escenas a bordo están rodadas en un ferry de una empresa holandesa con sede en Róterdam, ya que la empresa Brittany Ferries se negó a dar las autorizaciones por la degradación de la imagen de la empresa en el libro de Florence Aubenas. El rodaje terminó el 20 de abril de 2019.
La edición y postproducción se llevó a cabo durante la segunda mitad de 2019. 

## Crítica
Le Journal du Dimanche describe una atracción por el "mentira y duplicidad" ficcionando los estados de ánimo de su heroína, atrapada en un "relación que sólo puede convertirse en traición»; Les Inrockuptibles, una desafortunada tendencia a "corromper al escritor que dice admirar", y a veces parece estar en contra de ella en secreto, hasta que un " final que se beneficia deshonestamente de la ficción pagarlo bastante duro; La liberación distingue una preocupación por no traicionar a alguien "a pesar de la paradoja de que es imposible" mentir sin engañar lo que hace decir a Le Monde que Carrère eclipsa su tema.

## Premios
* Fuente: Página de la película en IMDb. 
| Año  | Premio o festival         | Categoría                                | Nominado         | Resultado |
| ---- | ------------------------- | ---------------------------------------- | ---------------- | --------- |
| 2021 | Festival de San Sebastian | Premio del público a la película europea | Emmanuel Carrère | Ganador   |
| 2021 | Festival de San Sebastian | Premio RTVE - Otra mirada                | Emmanuel Carrère | Nominado  |
| 2023 | Premios César             | Mejor actriz                             | Juliette Binoche | Nominada  |
| 2023 | Premios Lumières          | Mejor actriz                             | Juliette Binoche | Nominada  |
| 2023 | Premios Lumières          | Mejor revelación femenina                | Hélène Lambert   | Nominada  |